# Scott Suggs
Scott Suggs (nacido el 10 de noviembre de 1989 en Washington, Misuri, Estados Unidos), es un jugador de baloncesto estadounidense que pertenece a la plantilla del Iraklis BC de la A1 Ethniki griega.

## Trayectoria
Formado en la Universidad de Washington, su primera experiencia europea fue en el Chalon francés la temporada 2014-15 en el que promedió 10,1 puntos, 2,6 rebotes y 1,3 asistencias.
En la temporada 2015-16 jugó en el filial de los Raptors de la D-League con el que se fue hasta 18 puntos, 3,4 rebotes y 1,9 asistencias por partido. Participó en el All-Star Game y en el Concurso de Triples.
En verano de 2016 probó suerte con los Timberwolves en la Liga de Verano de las Vegas de la NBA.
En agosto de 2016 fichó por el Bàsquet Manresa para la temporada 2016-17.